# دوفهي (كولاسين)
دوفهي (Довге) هي مدينة في مقاطعة كولاسين في أوكرانيا.
يبلغ عدد سكانها حوالي 6,710 نسمة.